# シュコドラ
シュコドラ（アルバニア語: Shkodër（不定形）/ Shkodra（定形））はアルバニア北西部シュコドラ県の都市である。シュコダル湖に面し、シュコドラ県の県都。アルバニアの町の中でもっとも古い歴史のある町の1つであり、アルバニア北部の文化や経済の中心地でもある。シュコドラの人口は95,907人で、周辺地域を含めたシュコドラ州の人口は217,375人である。エルバザン（中部の工業都市）に次ぐアルバニア第4の都市で、首都ティラナから116キロメートルのところにある。

## 呼称と語源
シュコドラにはゲンティウスが支配していたヘレニズム化されたシュコドラで鋳造されたコインの名前に スコンドリノン（SKONDRINON） ΣΚΟΝΔΡΙΝΩΝの伝説がある。 20世紀初期、シュコドラは英語ではイタリア語名のスクタリが参照されていた。ギリシャ語ではスコウタリオン(Σκουτάριον) やスコドラ (Σκόδρα)、トルコ語ではイシュコドラ（ İşkodra）、セルビア語やモンテネグロ語ではシュカダル（Skadar/Скадар）等である。民間語源ではシュコ-ドリン "Shko-drin" から来ているものとされ、アルバニア語では「ドリンはどこへ行くか」を意味する。ドリンは実在のドリン川のことで、ロザファ城を過ぎた辺りでブナ川と合流する。他の説ではシュコ -コデル"Shko-kodër (Shko në Kodër)"で、アルバニア語では「丘へ行く」を意味し、町のシンボルとなっており町への入口でもあるロザファ城の丘のことを表している。

## 歴史

### 古代
シュコドラの町は古代スコドラ (ギリシア語: Σκάρδον) (ラテン語: Scodra)の名で知られ、イリュリア人部族であるアウタリティアの最初の王国の都で、3世紀中頃まで続いた。 町は古代にイリュリア人部族ラベアテスの時期言及され、同様にゲンティウス王国の都として記された。その後、町はローマ帝国の支配を受け、重要な交易や軍事路となった。ローマは町を植民化した。 シュコドラは属州イリュリクムの後、ダルマチア属州となり395年にプレヴァニアタ  (en) 内のダキアディオチェーゼ  (en) の一部となった。

### 中世

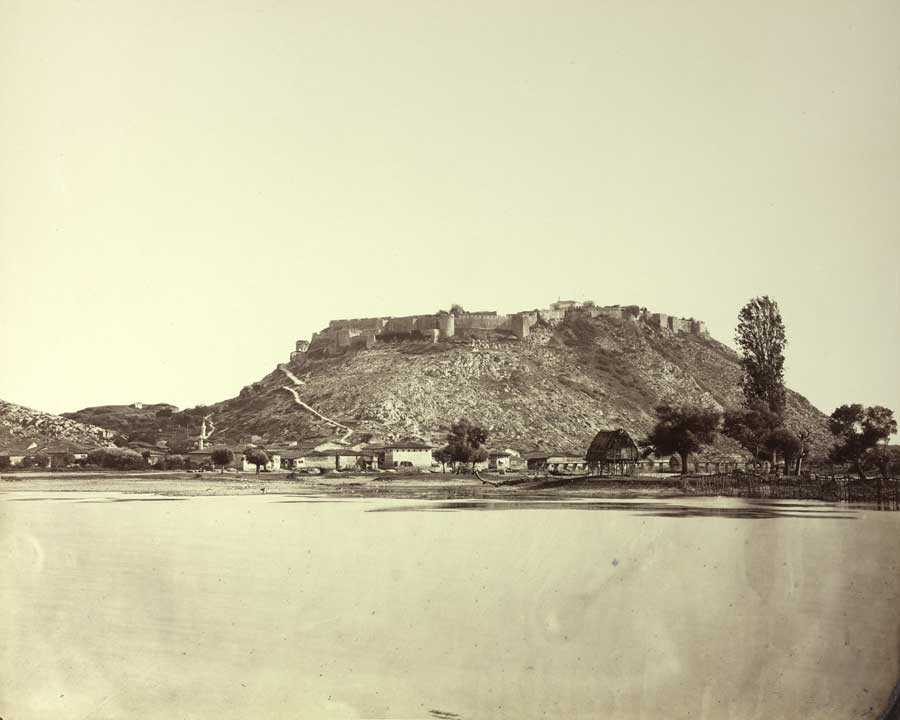
ロザファ城のイリュリア人要塞

中世、スラヴ人の波が押し寄せた。帝国の統治について  (en) ではビザンティン皇帝ヘラクレイオスはセルビア人にシュコドラと周辺領域を6世紀前半授けている。セルビア人たちはその後直ぐにビザンティンに保護されたドゥクリャ公国を成立させた。シュコドラは中世のモンテネグロの国の大都市であった。ドゥクリャは北方周辺を支配域とし、ラスツィア  (en) は中世のセルビアを範囲とした。10世紀前半、これらの支配者はブルガリアの皇帝を最高の支配者と見ていた。クロニミル家のチャスラヴ大公 (en) はビザンティンやブルガリアの支配下にあった領地を手に入れた。シュコドラはヨヴァン・ウラディミル統治時代に直ぐにドゥクリャの都となった。10世紀後半、アルバニア人部族の反乱から町は防御されている。町は後にブルガリアの君主サムイルに簡単に放棄しなければならなかった。
ビザンティンは後にこの地域を帝国が直接統治するようにし、 テマ制のセルビアテマが置かれコンスタンティヌ・ディオジェネス  (en) により統治された。トラヴュニア (en) から逃れて来たステファン・ヴォイスラヴ (en) とビザンティンは戦ったが、11世紀前半は独立が保たれた。後にドゥクリャの町として復活し、ドゥクリャ王コンスタンティヌ・ボディンはシュコドラで1101年の十字軍を受け入れた。後に多くの王朝が覇権を争い、12世紀シュコドラは中世セルビアの一部であるゼタ公国の領域となる。その後、周辺部はヴェネツィア共和国の支配となりオスマン帝国と多くのアルバニア人部族に対する抵抗から一体化された。

### 15世紀から19世紀

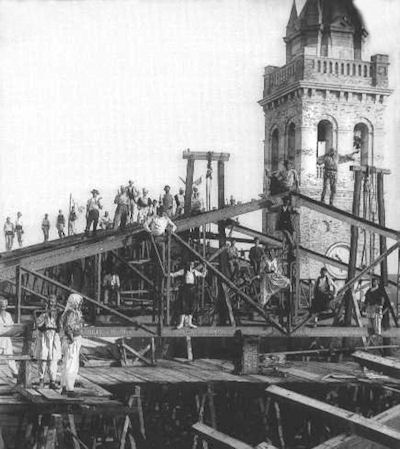
建設中のシュコドラ大聖堂 1867年

ヴェネツィア支配の後、1474年オスマン帝国の攻撃を受け1478年には町は再び全体がオスマンの軍勢に包囲された。メフメト2世は個人的にシュコドラの町を包囲に置いた。10門の大砲が据えられ、380kgの砲弾が要塞に砲撃されたが町は抵抗を続けた。メフメトは町を去ったが、彼の指揮官たちは町の包囲を続けた。オスマンは冬に1つの城を攻略し、その後近隣の城を攻略した。飢饉と度重なる砲撃により守備を弱めていき、頑強な抵抗者たちすでに失望していた。自然の防御である丘の上にある城への猛攻の試みはかなりの死傷者がもたらされた。戦闘の停止は両者にとり多くの生命を救い、名誉を守る選択肢となった。1月25日にヴェネツィアとオスマン帝国両者の合意により包囲は終結し、市民は無傷で立ち去ることが容認されオスマンは破壊された町を占領した。

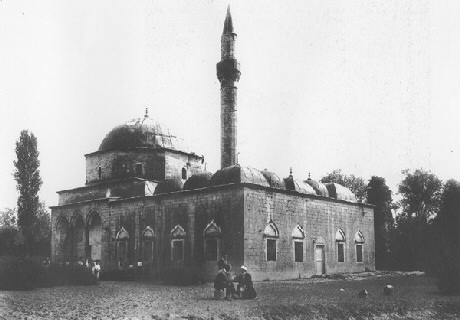
1773年に建築されたリードモスク

オスマン支配後、多くの人口が流出した。17世紀になるとスクタリサンジャクの中心として繁栄し始め、アルバニア北部の経済的な中心となり手工業者は織物や絹、武器、銀細工などを作っていた。2階建ての石造りの住居を含め、バザールやクリク川に架かる中央の橋 (Ura e Mesit) などが造られた。18世紀、シュコドラはパシャルクの中心となりブシャティ家の支配下になり1757-1831年までその支配下であった。
シュコドラは19世紀後半には重要な交易の中心となりシュコドラ州の中心でもあった。バルカン半島全体の商業の中心でもあり、3,500を超える商店があり皮革、タバコ、銃器等当時の主要な商品がシュコドラでは流通していた。取引仲裁、郵便局など商業に特化した運営監理が設立された。1718年以来、外国の領事館がシュコドラには開設された。オボートやウルツィニはシュコドラの商港となり、後にシュングジンがそうであった。イエズス会神学校やフランシスコ会のコミュニティが19世紀に開かれている。シュコドラはアルバニア人解放運動のプリズレン連盟においては重要な役割を担っており、シュコドラの人々はアルバニアの領土を守るため戦いに参加していた。19世紀、シュコドラは文化的な中心としても知られていた。ブシャティ図書館は1840年代に建築され、プリズレン連盟のシュコドラ支部の中心となった。多くの本がシュコドラのカトリック宣教師の図書館に集められている。この時期、多くのスポーツや文学の団体も設立された。また、最初のアルバニア語の新聞や書籍がシュコドラで出版
されている。1867年、シュコドラサンジャクはスコピエサンジャクと併合されスクタリ州(Scutari Vilayet)となった。

### 20世紀
バルカン戦争時、オスマン帝国下のシュコドラはモンテネグロ王国に占領され、オスマンは敗れている。ハサン・パシャとエサド・パシャ率いるオスマン勢はシュコドラ周辺で7ヶ月間、モンテネグロ勢とセルビアの砲撃に抵抗した。ハサンとエサドは待ち伏せで殺され、ハサンは殺された状況が良く分かっていない。多数の死傷者が出た後、1913年4月にモンテネグロに降伏した。M. Edith Durhamが当時のジャコヴァ周辺に逃れた難民の様子を記している。 1913年5月にロンドン条約により新しくアルバニア公国が発足した。

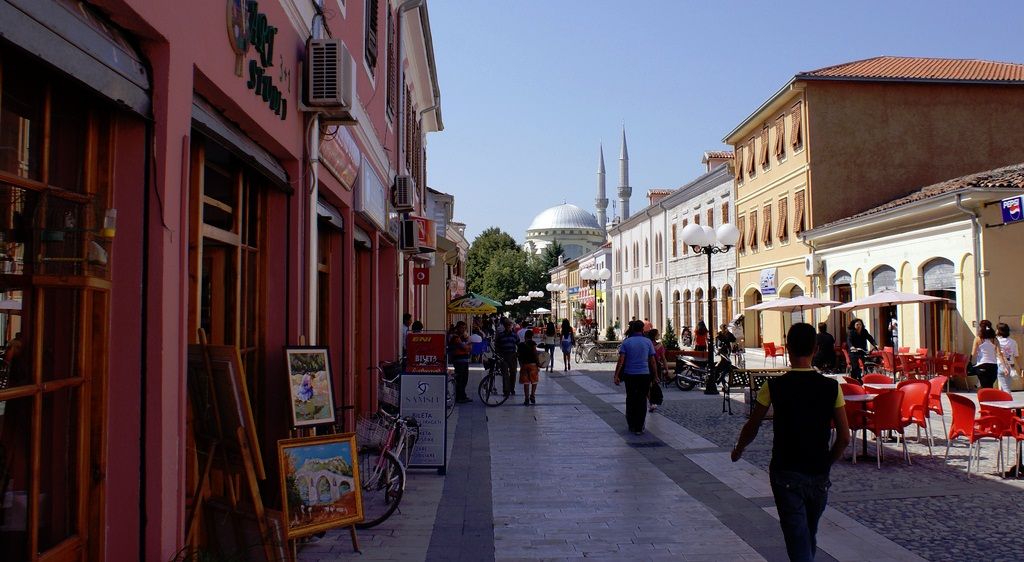
コル・イドロメノ通り

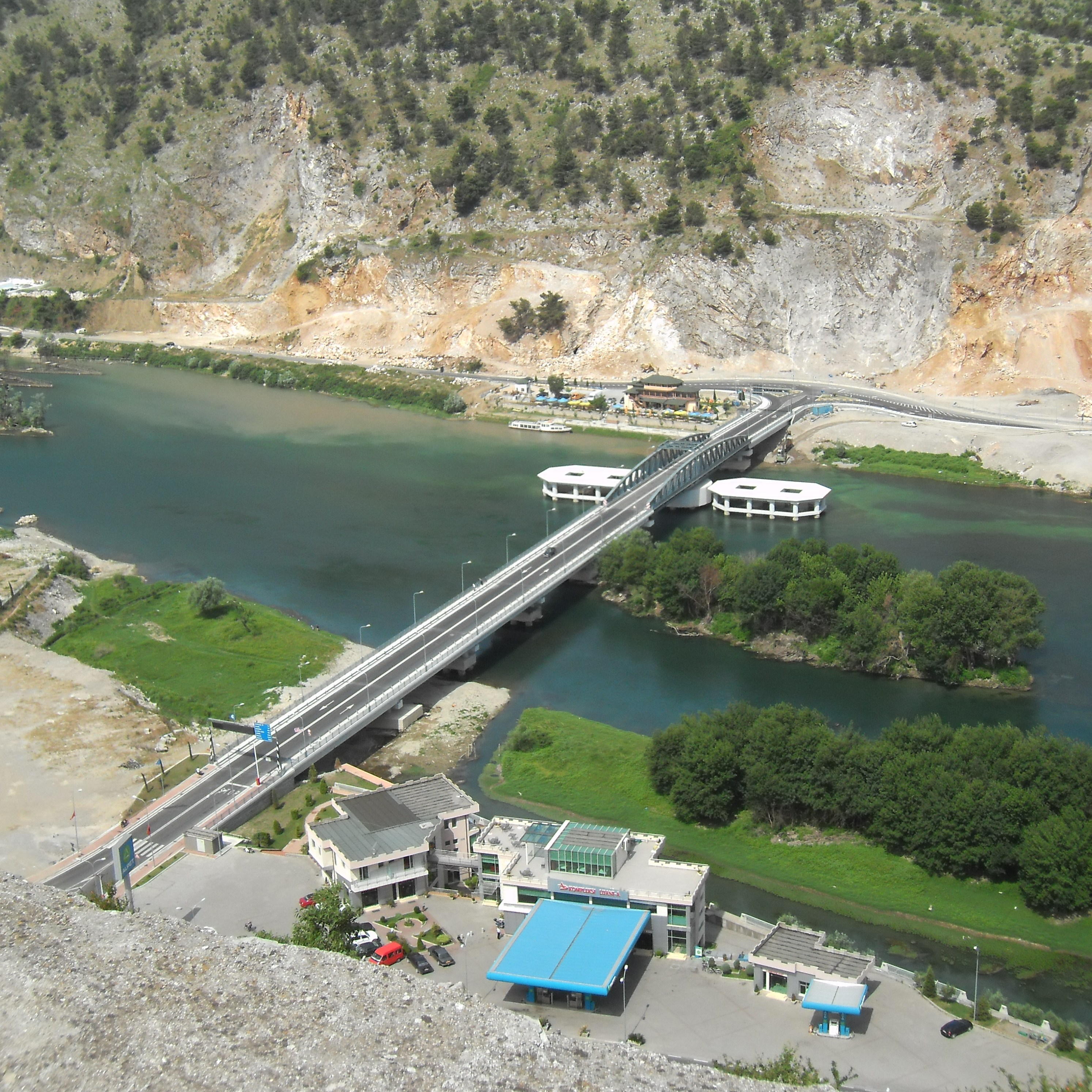
新たに架けられた旋回橋

第一次世界大戦時に再び、モンテネグロ勢力によりシュコドラは1915年6月27日に占領された。1916年1月にシュコドラはオーストリア＝ハンガリー帝国の一部とされた。1920年3月にシュコドラはティラナの政府の領域下に入った。1920年代後半になると、ユーゴスラビア王国の軍事的な脅威にさらされていた。1921-1924年にかけてはシュコドラは民主化運動の中心となり、民主主義は憲法議会においては、反対票が多数を占め民主化勢力は町を占拠しティラナへ向かった。1924年から1939年にかけてゆっくりとシュコドラでは工業化が進み、小規模な食品や織物、セメント工場が開かれている。1924年には43件であったが1938年には70件となった。1924年当時、シュコドラには20,000人が居住し、1938年には29,000人であった。シュコドラにはカトリック教会のシュコドラ大司教があり、多くの宗教学校がある。最初の学校は1913年に開校し、1922年に国立のギムナジウムが開かれている。1990年代初期、シュコドラは再び民主化運動の中心となりエンヴェル・ホッジャが成立させたアルバニア社会主義人民共和国は終焉を迎えた。

### 21世紀
2000年代、町は再生が進められ町の主要な通りは舗装がし直され建物も塗り替えが行われ通りの名称は改名された。2010年12月にはここ100年来では最悪の洪水被害を経験している。2011年ブナ川には近くの古い橋の代わりに新しい旋回橋が架けられた。
2022年11月20日、集中豪雨により多数の河川が氾濫。数百ヘクタールが水に漬かり、住宅やインフラに被害が出た。

## 気候
シュコドラの気候は地中海性気候(Csa)であるが、7月でも十分な湿気があるのでほとんど温暖湿潤気候（Cfa）に近い。年平均気温は14.5 °C (58.1 °F) から16.8 °C (62.2 °F)で変化する。1月の気温は1.7 °C (35.1 °F) から 9 °C (48.2 °F)、7月は20 °C (68.0 °F) から 32 °C (89.6 °F)で変化する。年間平均降水量は2,000ミリメートル (78.7 in)とヨーロッパの中では一番湿気がある都市の1つで、唯一比する都市はノルウェー西岸の都市ベルゲンだけである。
| シュコドラの気候              | シュコドラの気候 | シュコドラの気候 | シュコドラの気候 | シュコドラの気候 | シュコドラの気候 | シュコドラの気候 | シュコドラの気候 | シュコドラの気候 | シュコドラの気候 | シュコドラの気候 | シュコドラの気候 | シュコドラの気候 | シュコドラの気候 |
| 月                            | 1月              | 2月              | 3月              | 4月              | 5月              | 6月              | 7月              | 8月              | 9月              | 10月             | 11月             | 12月             | 年               |
| ----------------------------- | ---------------- | ---------------- | ---------------- | ---------------- | ---------------- | ---------------- | ---------------- | ---------------- | ---------------- | ---------------- | ---------------- | ---------------- | ---------------- |
| 平均最高気温 °C （°F）        | 9 (48)           | 10 (50)          | 14 (57)          | 18 (64)          | 23 (73)          | 27 (81)          | 31 (88)          | 31 (88)          | 27 (81)          | 21 (70)          | 15 (59)          | 11 (52)          | 19.8 (67.6)      |
| 日平均気温 °C （°F）          | 5.5 (41.9)       | 5.5 (41.9)       | 10 (50)          | 14 (57)          | 18 (64)          | 22 (72)          | 25 (77)          | 25 (77)          | 22 (72)          | 16 (61)          | 12 (54)          | 7.5 (45.5)       | 15.21 (59.44)    |
| 平均最低気温 °C （°F）        | 2 (36)           | 1 (34)           | 5 (41)           | 9 (48)           | 13 (55)          | 17 (63)          | 19 (66)          | 19 (66)          | 16 (61)          | 11 (52)          | 8 (46)           | 4 (39)           | 10.3 (50.6)      |
| 降水量 mm （inch）            | 245 (9.65)       | 208 (8.19)       | 216 (8.5)        | 209 (8.23)       | 130 (5.12)       | 63 (2.48)        | 34 (1.34)        | 53 (2.09)        | 115 (4.53)       | 199 (7.83)       | 278 (10.94)      | 307 (12.09)      | 2,057 (80.99)    |
| 平均降水日数 （≥0.1 mm）      | 12               | 12               | 14               | 12               | 11               | 7                | 5                | 5                | 6                | 10               | 18               | 16               | 128              |
| % 湿度                        | 64               | 60               | 56               | 54               | 54               | 47               | 41               | 38               | 46               | 54               | 71               | 69               | 54.5             |
| 平均月間日照時間              | 120.9            | 124.3            | 170.5            | 204.0            | 248.0            | 300.0            | 353.4            | 334.8            | 264.0            | 204.6            | 96.0             | 89.9             | 2,510.4          |
| 出典：Climate And Temperature |                  |                  |                  |                  |                  |                  |                  |                  |                  |                  |                  |                  |                  |

## 産業・文化
シュコドラは教育や産業の重要な中心地でもあり、町では様々な機械製品や繊維、食品などを生産している。ルイジ・グラクチ大学はアルバニアでも著名な学問の中心の一つである。シュコドラの公共図書館には250,000冊以上の蔵書がある。その他にも、文化センターやマルビフォトアーカイブス、芸術家作家協会、アルバニアの詩人Millosh Gjergj Nikolla] (en) に因んだミジェニ劇場、美術館、歴史博物館など様々な協会や施設がある。
シュコドラはアルバニアではもっとも傑出したカトリック教会の都市で、アルバニアカトリックの中心である。歴史的な建築物ではロザファ城やハンマーム、リードモスク (en) などがある。ロザファ城が有名になったは第一次バルカン戦争時、オスマンの大将ハサン・パシャとエサド・パシャによって守られた時である。カーニバルや子供フェスタ、湖の日、シュコドラジャズフェストなど多くの催しも開かれる。イスラムの学問の場としても著名で、アルバニアでは唯一の高水準なアラビア語やイスラム研究の教育を提供する機関がある。

## みどころ
都市の周辺には幅広く多様の自然や文化の要素がある。市内で最も魅力的な地区はピヤツァ（Pjaca）と考えられマザーテレサとルイジ・グラクチの像とジュハドルは都市の中心であることを示し、近隣の美しい通りの一つは町の中心の東側の大聖堂と結ばれている。もっとも良く知られた記念物はロザファ城でロザファティとしても知られる。城はイリュリア人が統治していた時代に建てられ、約束を守り続けるための伝説が生まれた。ロザファは三人兄弟の一番下の弟の花嫁で、毎夜城を破壊しにやって来る悪魔を追い払うために壁の上で生きている。メインエントランスの石に流れる石灰質の水は言い伝えでロザファの胸の乳が結び付いており、ロザファの望みにより新しく生まれた子供を左側で世話出来るようになっている。また、子供のために岩をゆりかごとして使えるようにし腕をあやして寝かし付けられるように望んだ。古代の壁の内側は歴史と城の伝説に特化した博物館になっている。

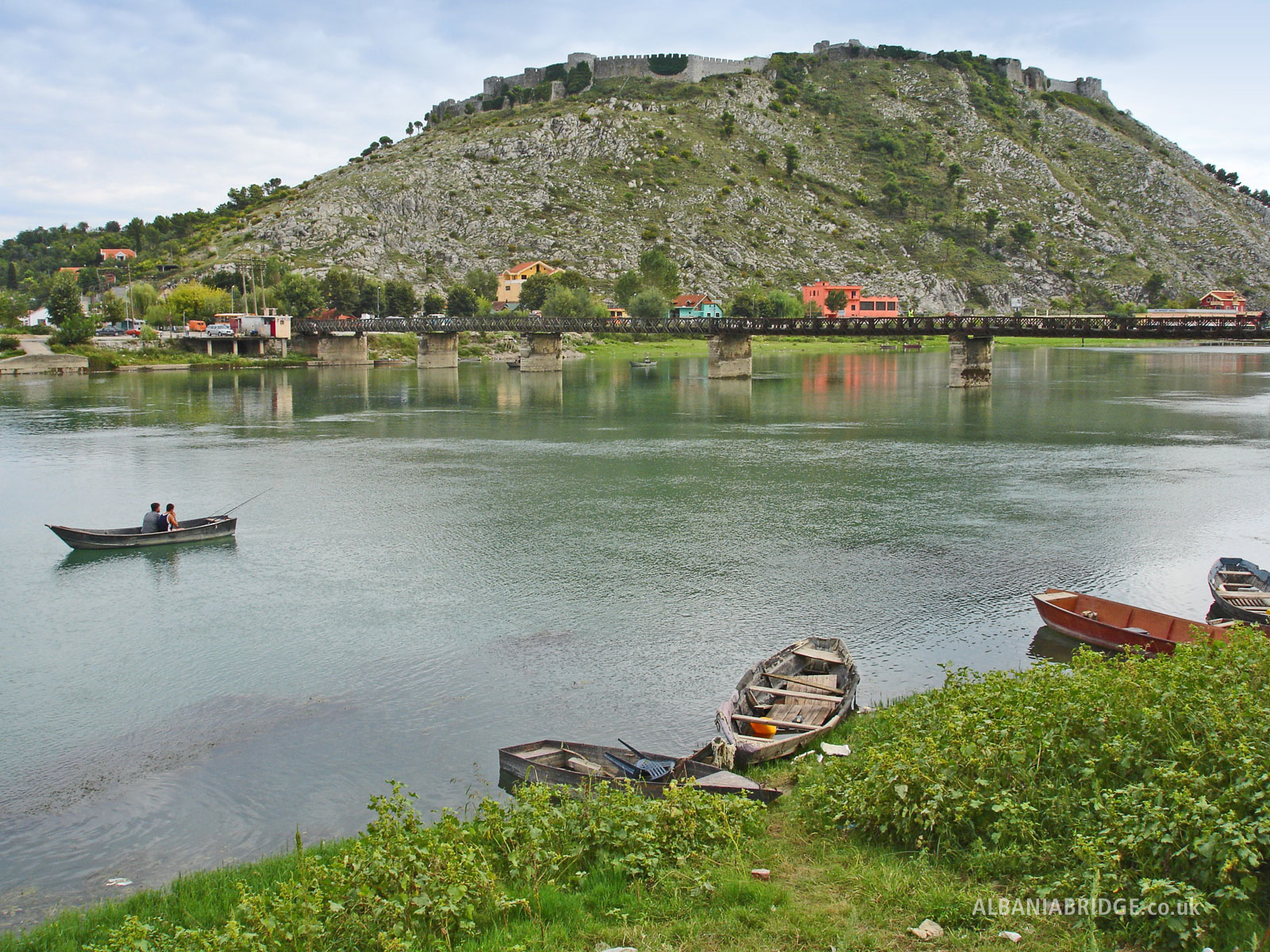
ブナ川河畔のロザファ城

町が面しているシュコダル湖はバルカン半島では最大の湖である。夏には観光客や地元の人々をひき付ける一大行楽地である。
他に興味をひく歴史的な場所は、シュコドラから東へ約15キロメートル、ドリン川のダム湖に浮かぶシュルドハ島。島へはヴァウ・イ・デヨスのダムから約16キロメートルの距離をモーターボートで行く。島には5ヘクタールの丘があり、かつて有力なドゥガジニト家の夏の避暑地であった。また、シュコドラの東5キロメートルには中世のディリシュト要塞 (en) がある。
多くの訪問者はシュコドラにアルバニア魂を感じている。町をとても特徴付けるものに、古くからある並列した住居と狭い通り、石壁の組み合わせと現代的な建物などである。第二次世界大戦後、いくつかのシュコドラでは自動車のために広い通りに改修され、新しい住宅が建設されている。

## 姉妹都市
- - プリズレン, コソボ
- - ウルツィニ, モンテネグロ
- - ジャコヴァ, コソボ
- - ツェティニェ, モンテネグロ

## ゆかりの人物
- ラミズ・アリア - 政治家
- アルフレッド・モイシウ - 政治家
- エネス・イスフィ - サッカー選手

## ギャラリー

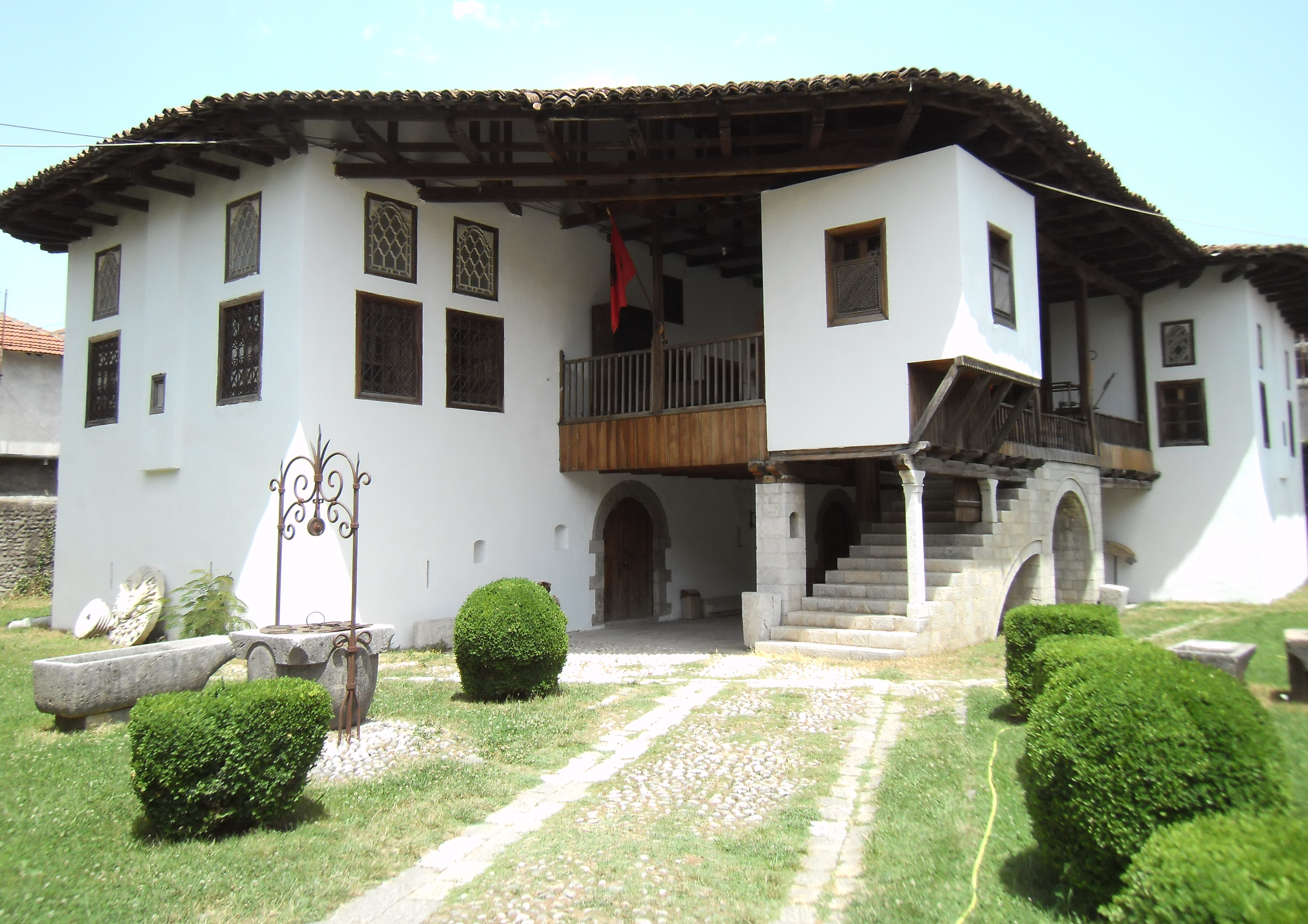
シュコドラ歴史博物館
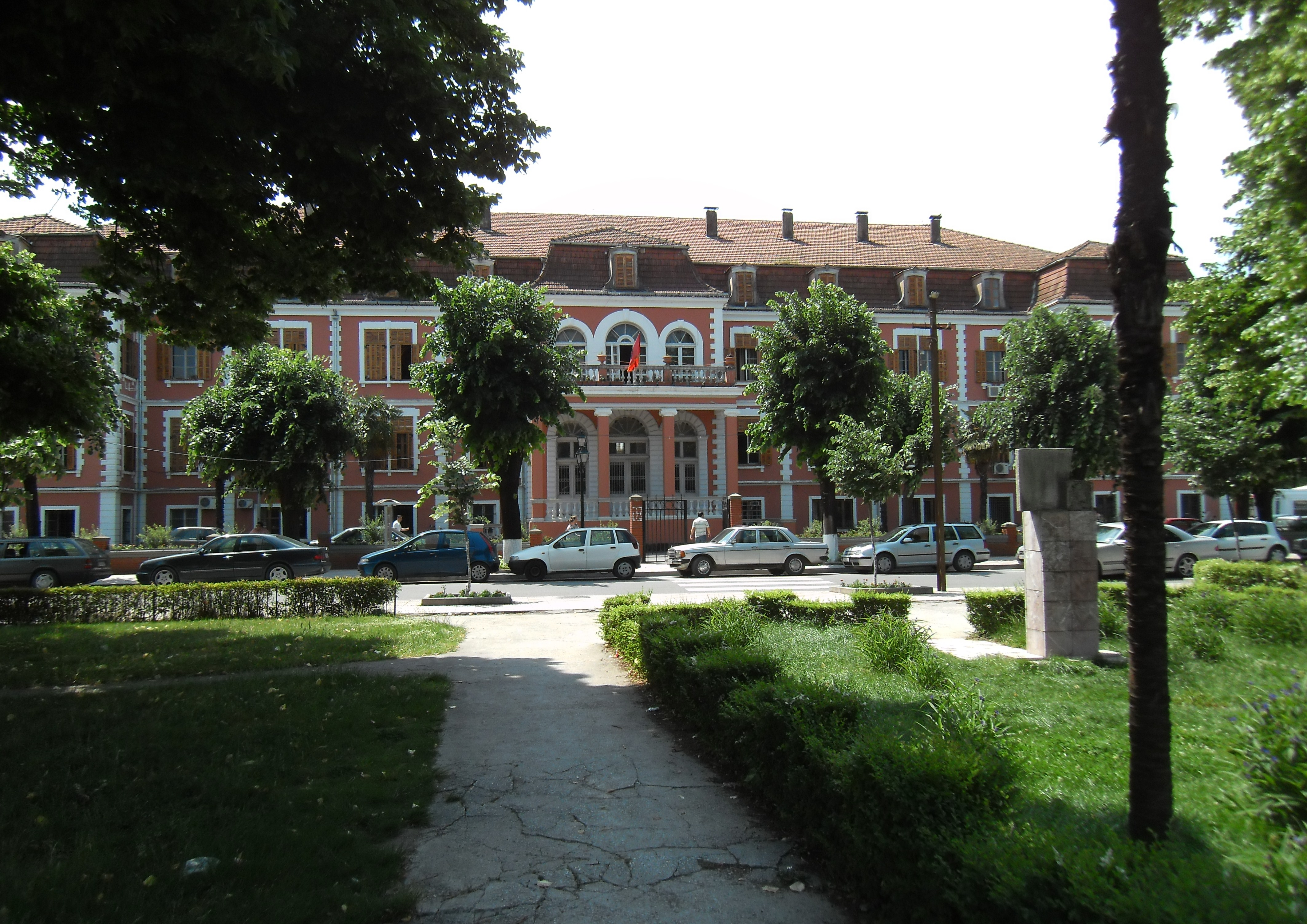
自治体庁舎
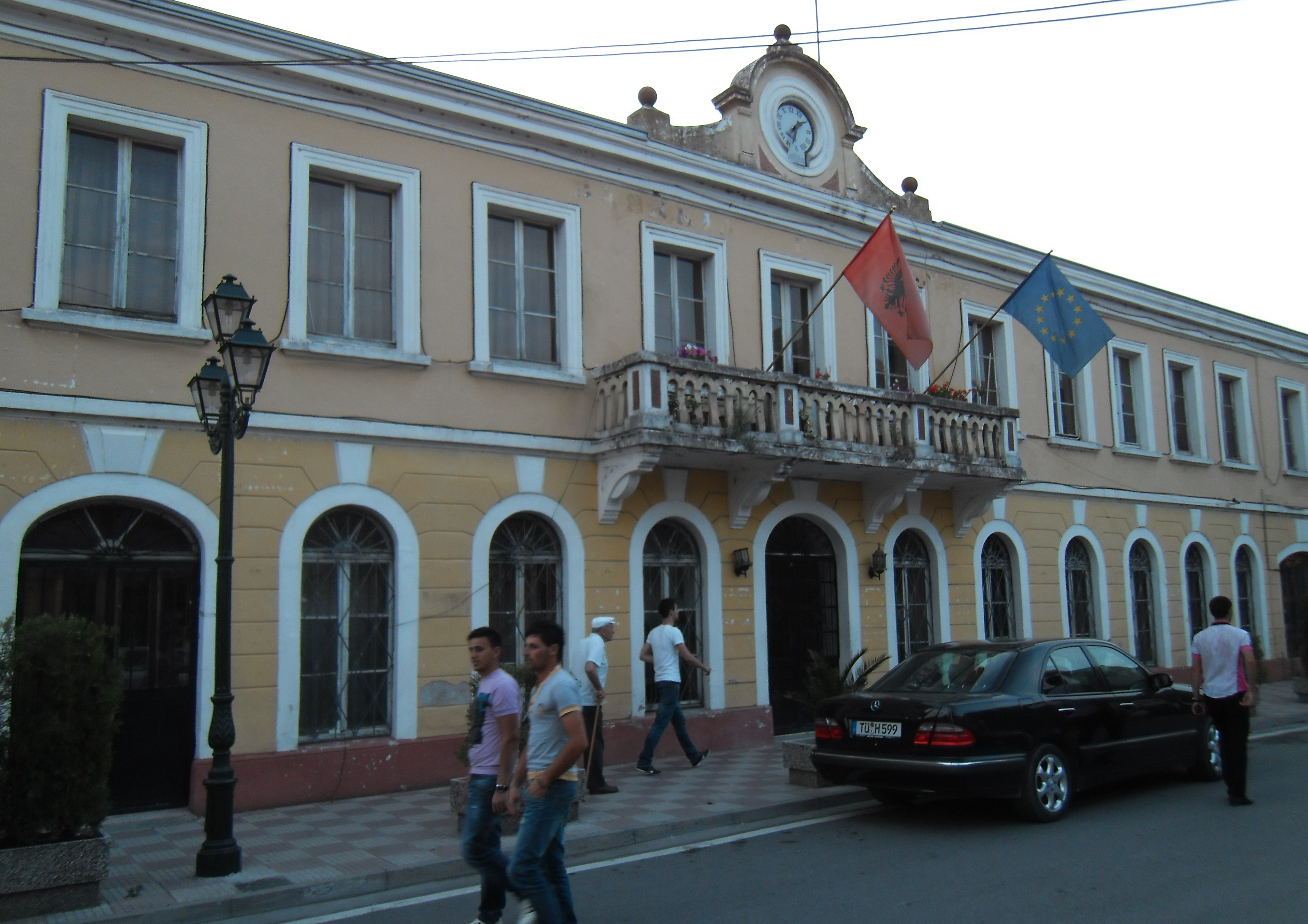
政府庁舎
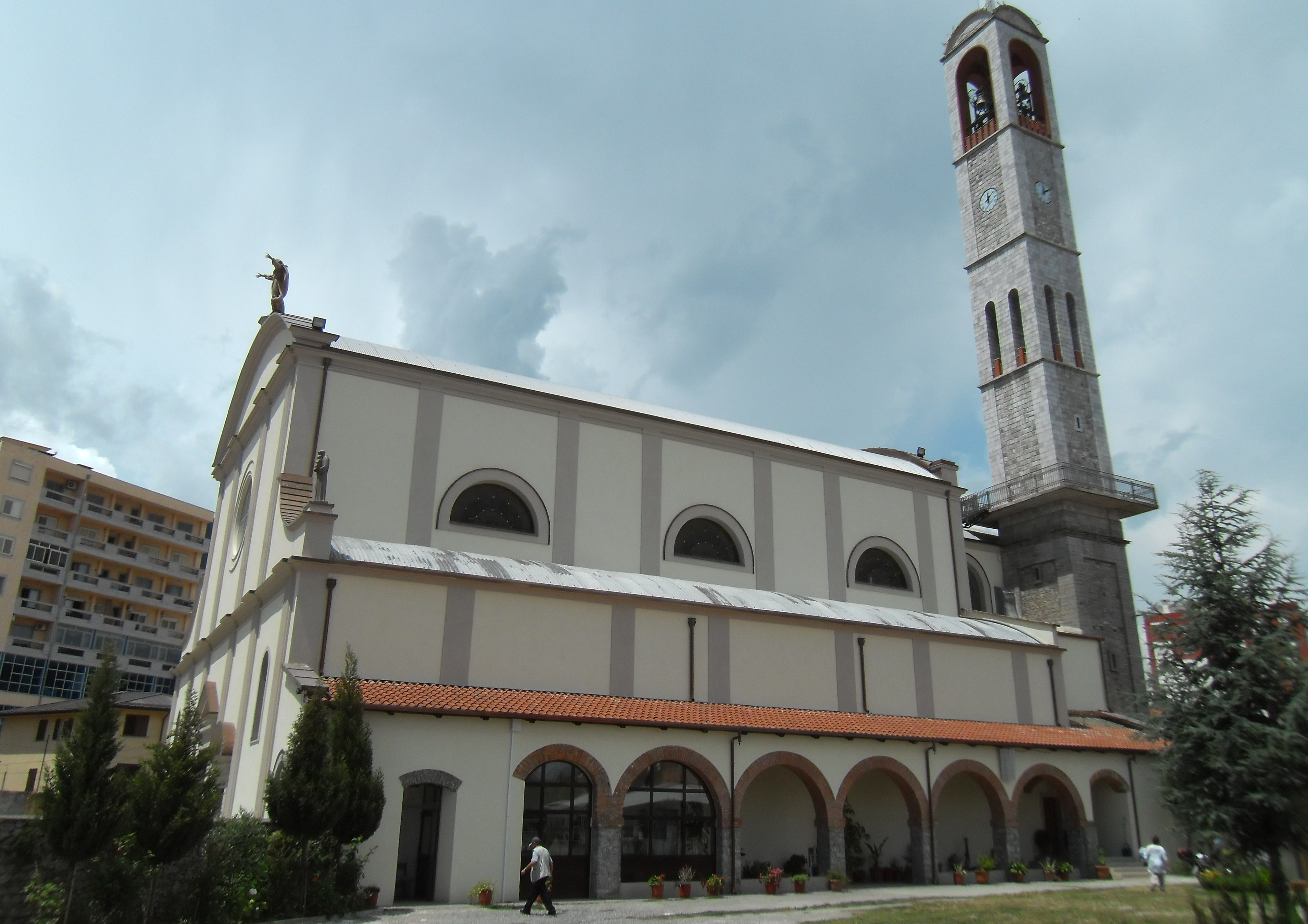
シュコドラフランシスコ会教会
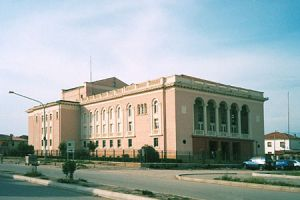
ミジェニ劇場
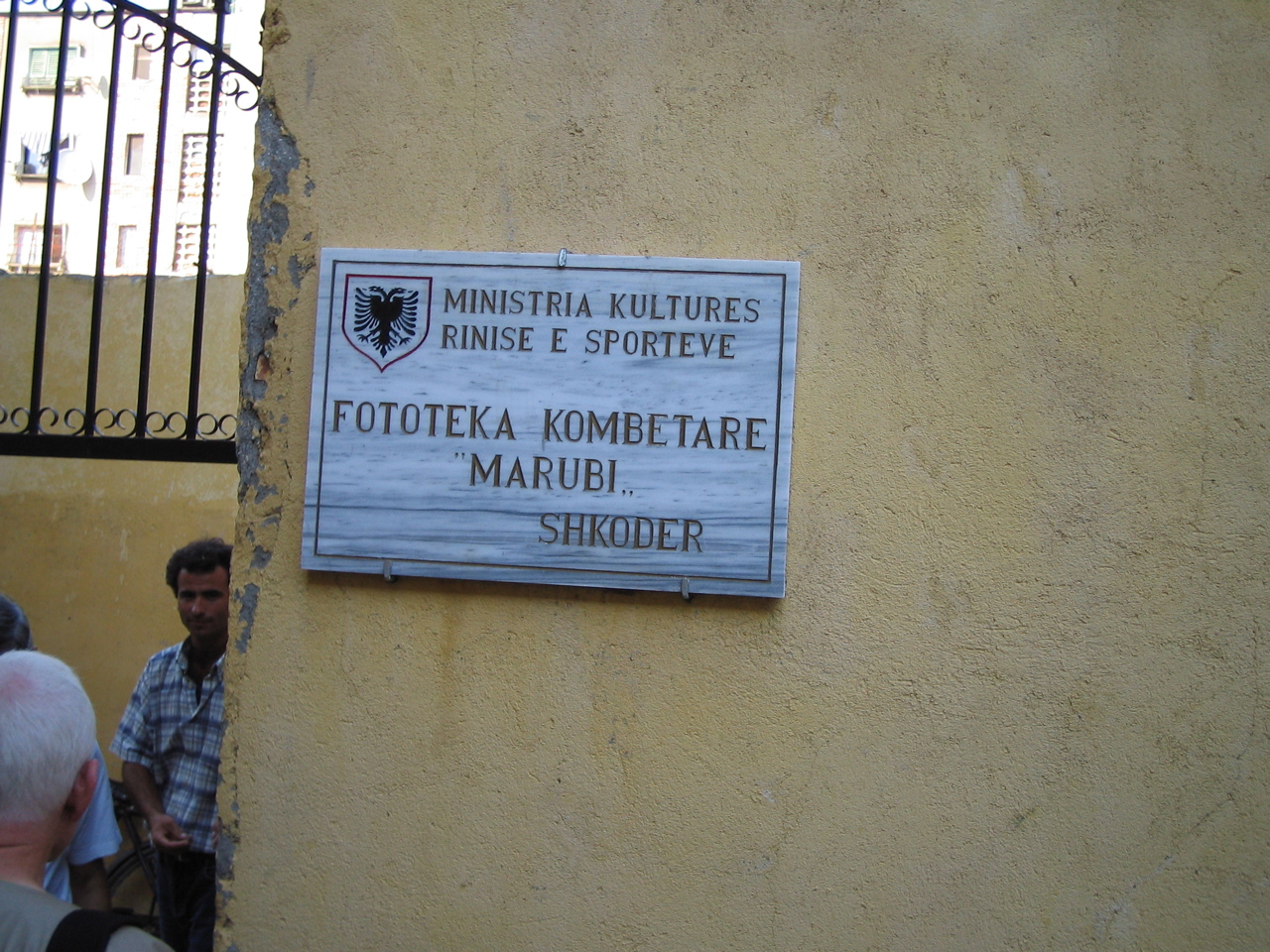
マルビ写真ギャラリー
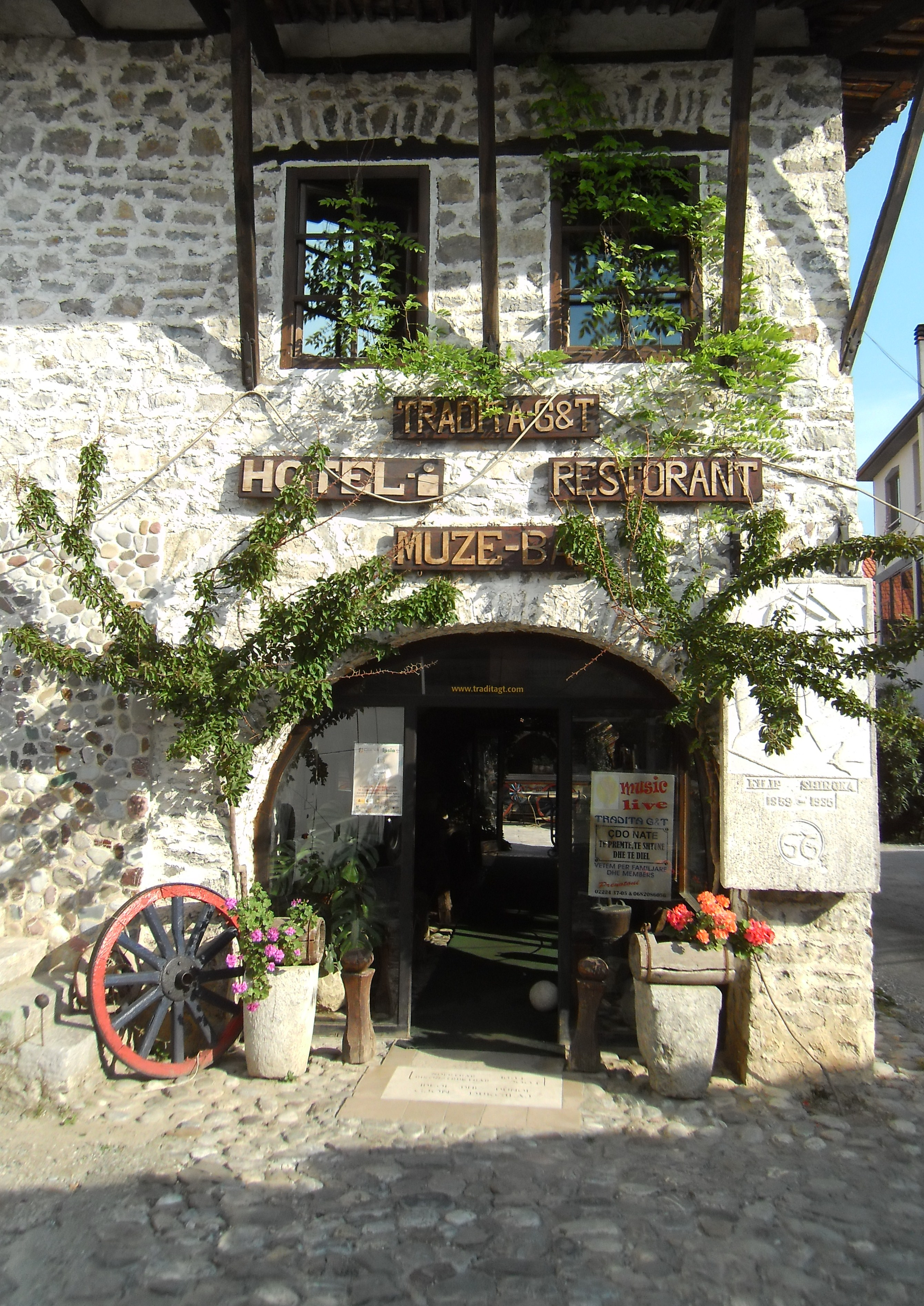
レストランに変わった伝統的な住居
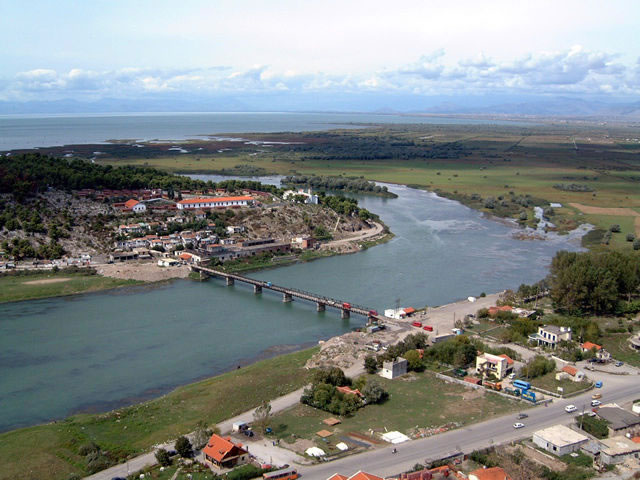
ブナ川の古い橋
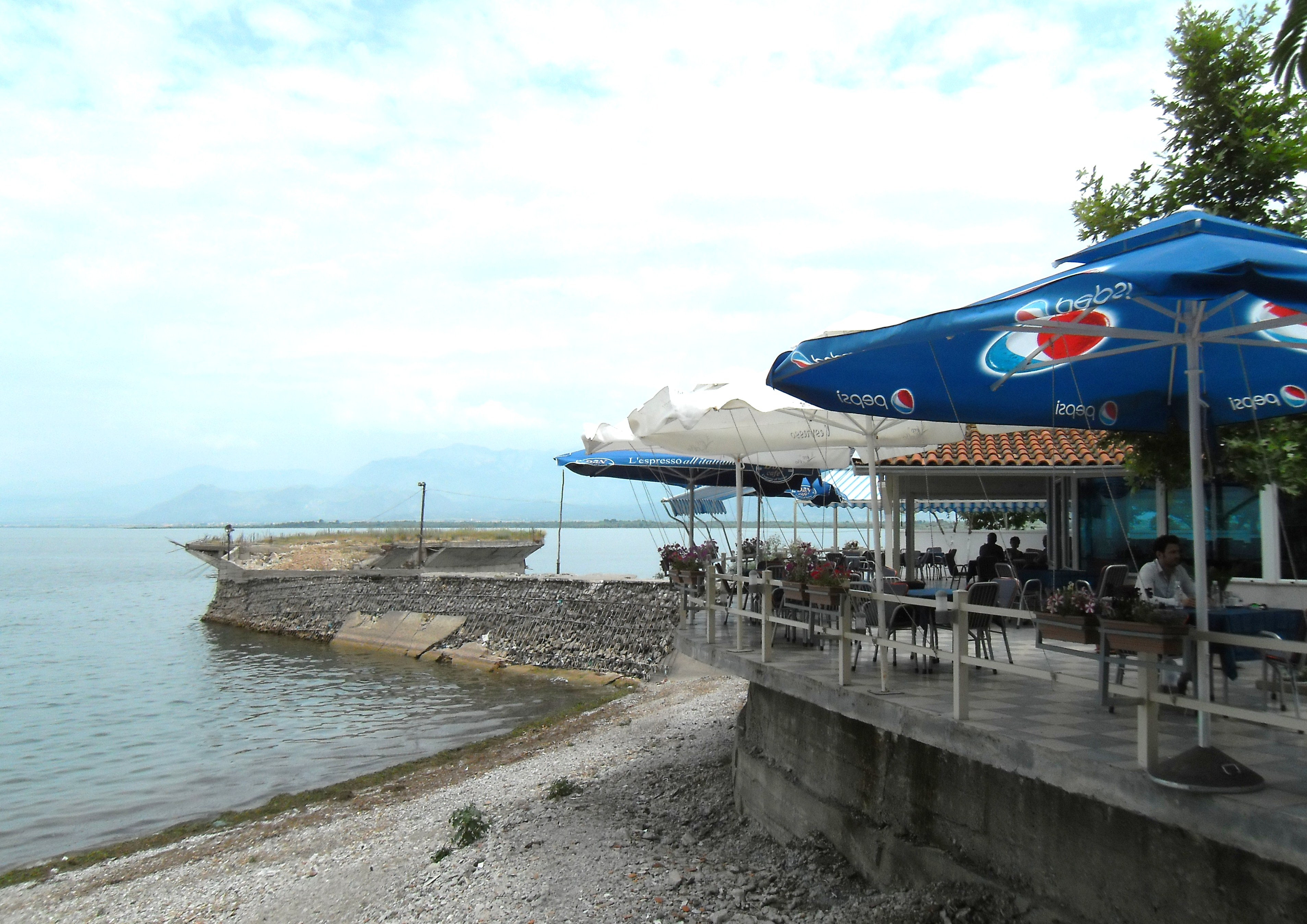
シュコダル湖沿いのレストラン
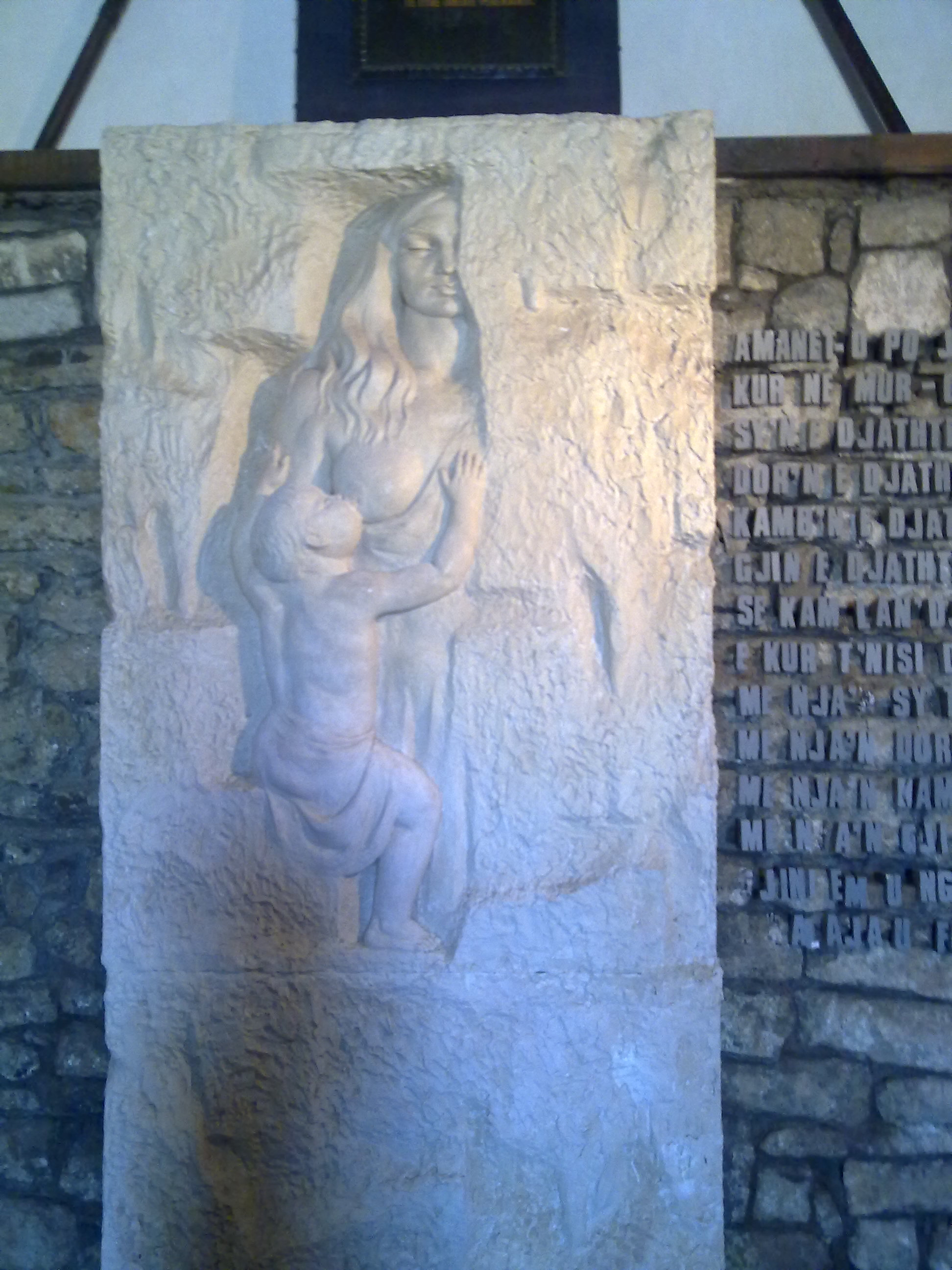
ロザファとその息子の彫像
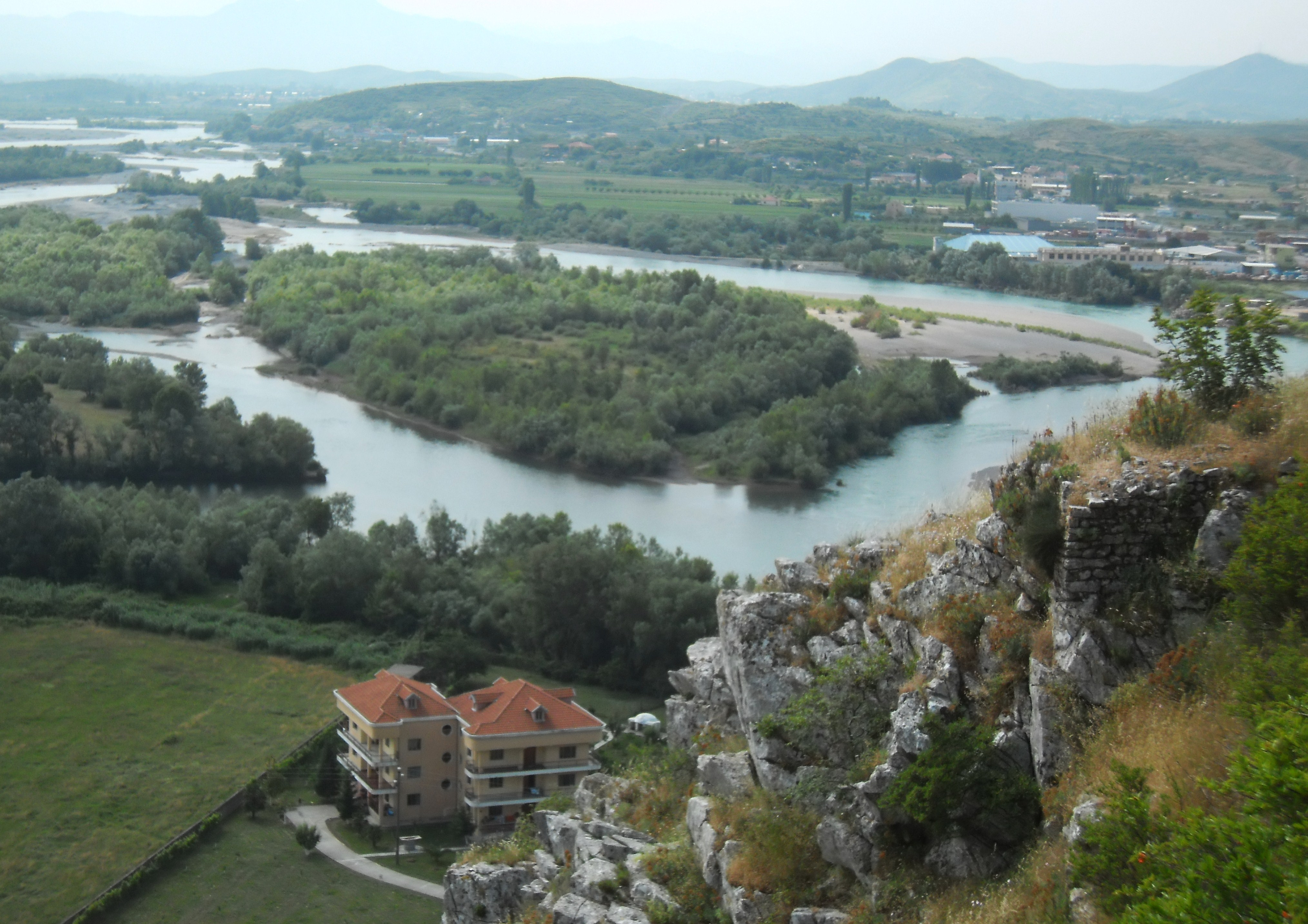
城からの景色
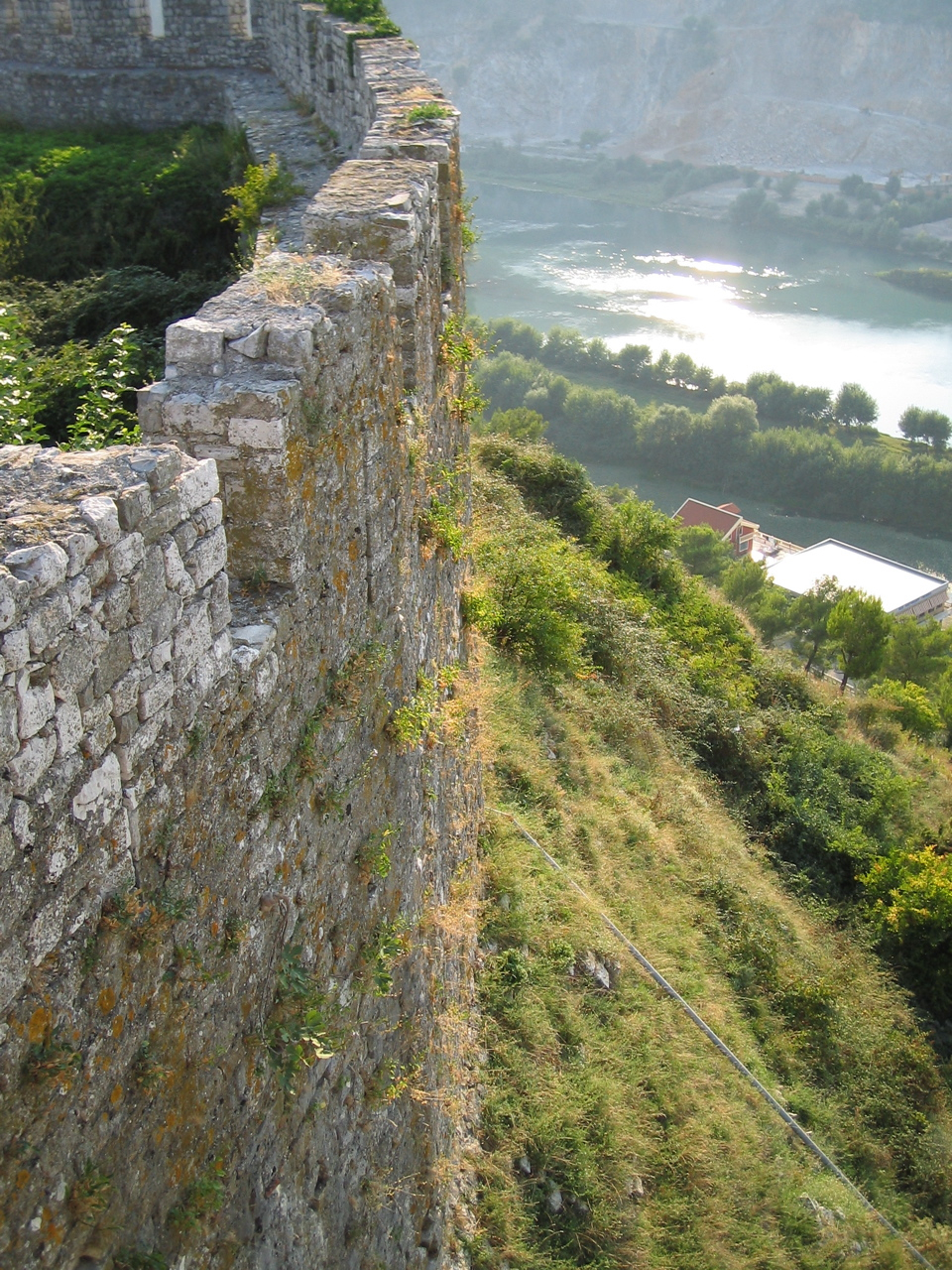
ロザファ城壁
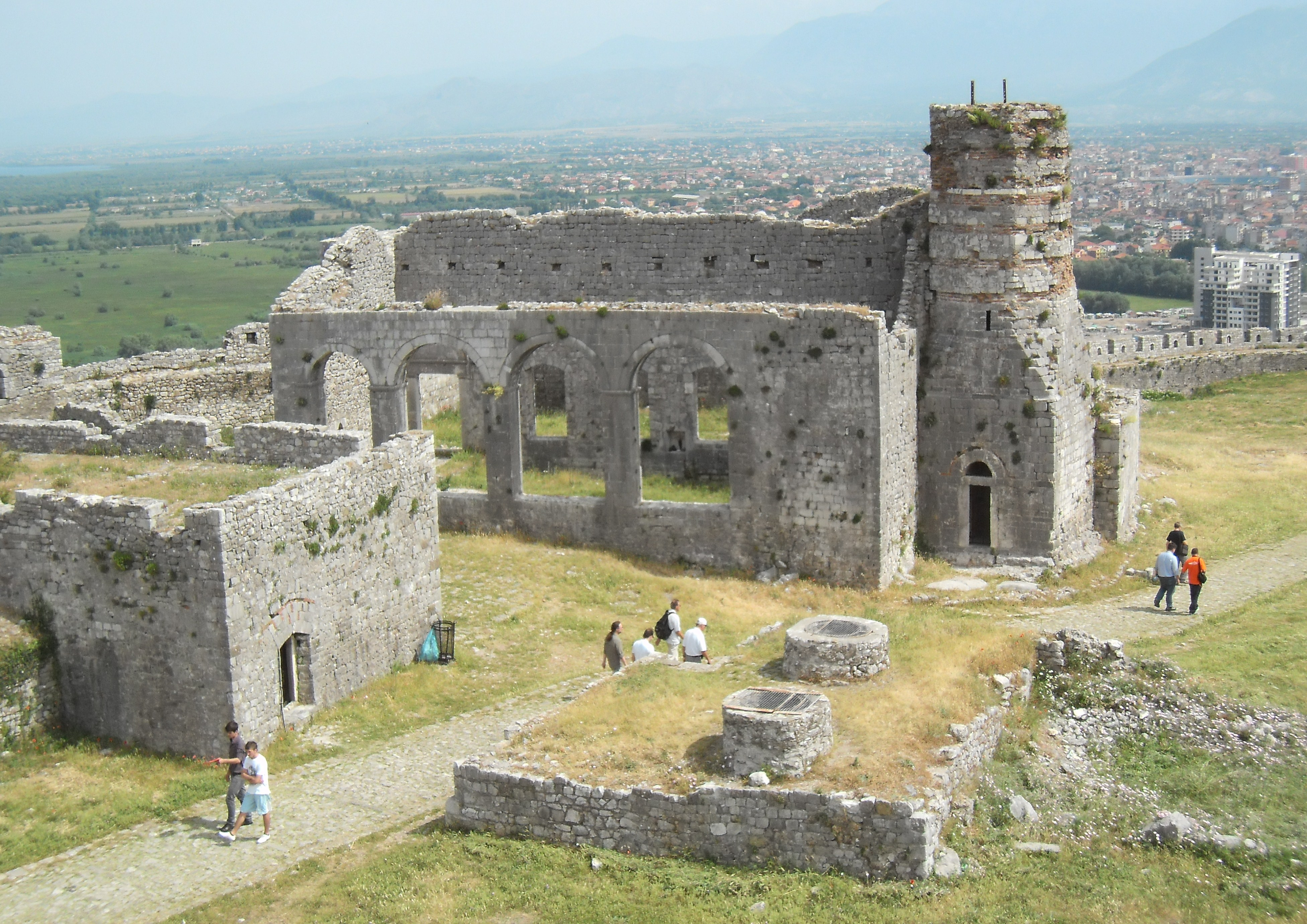
城跡
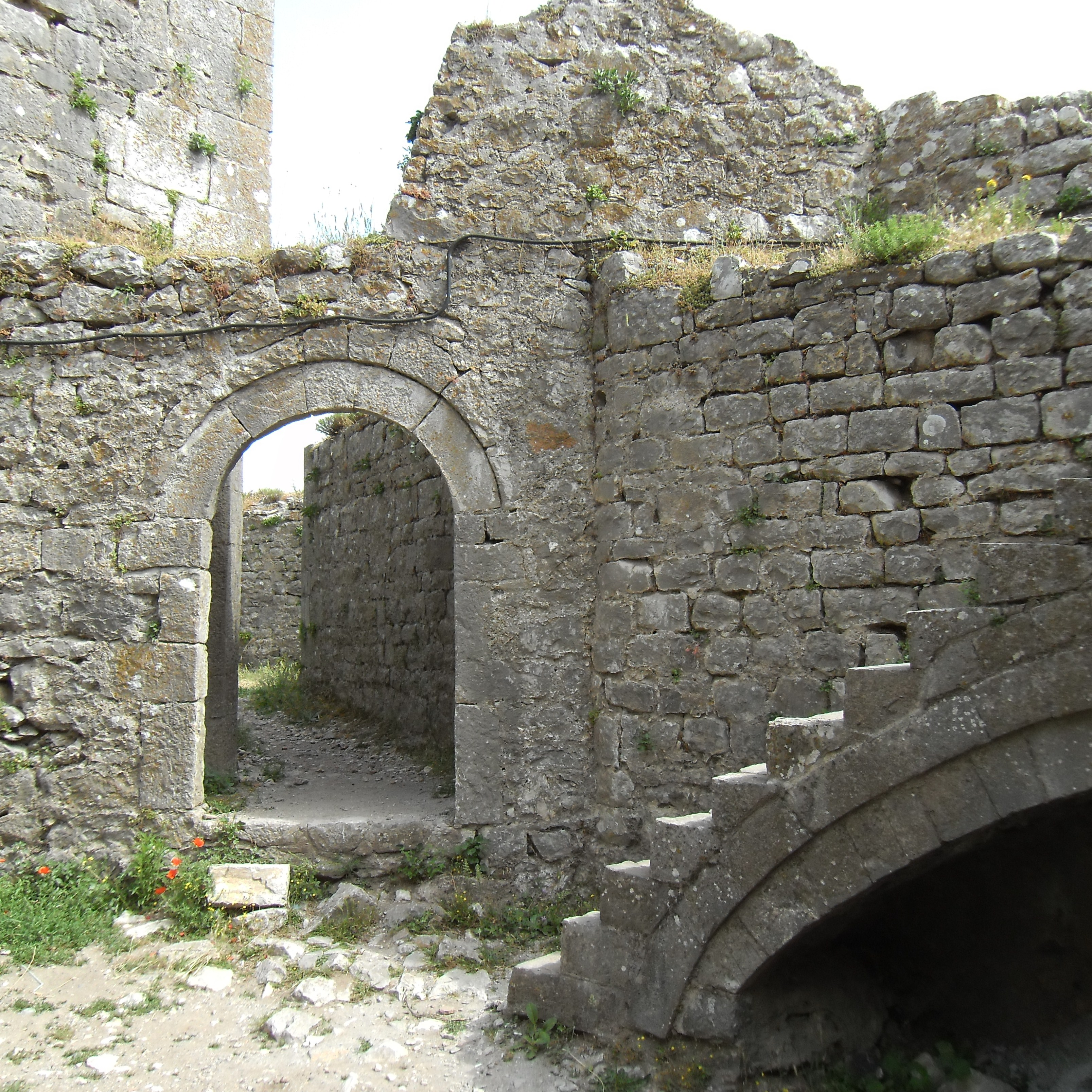
城跡
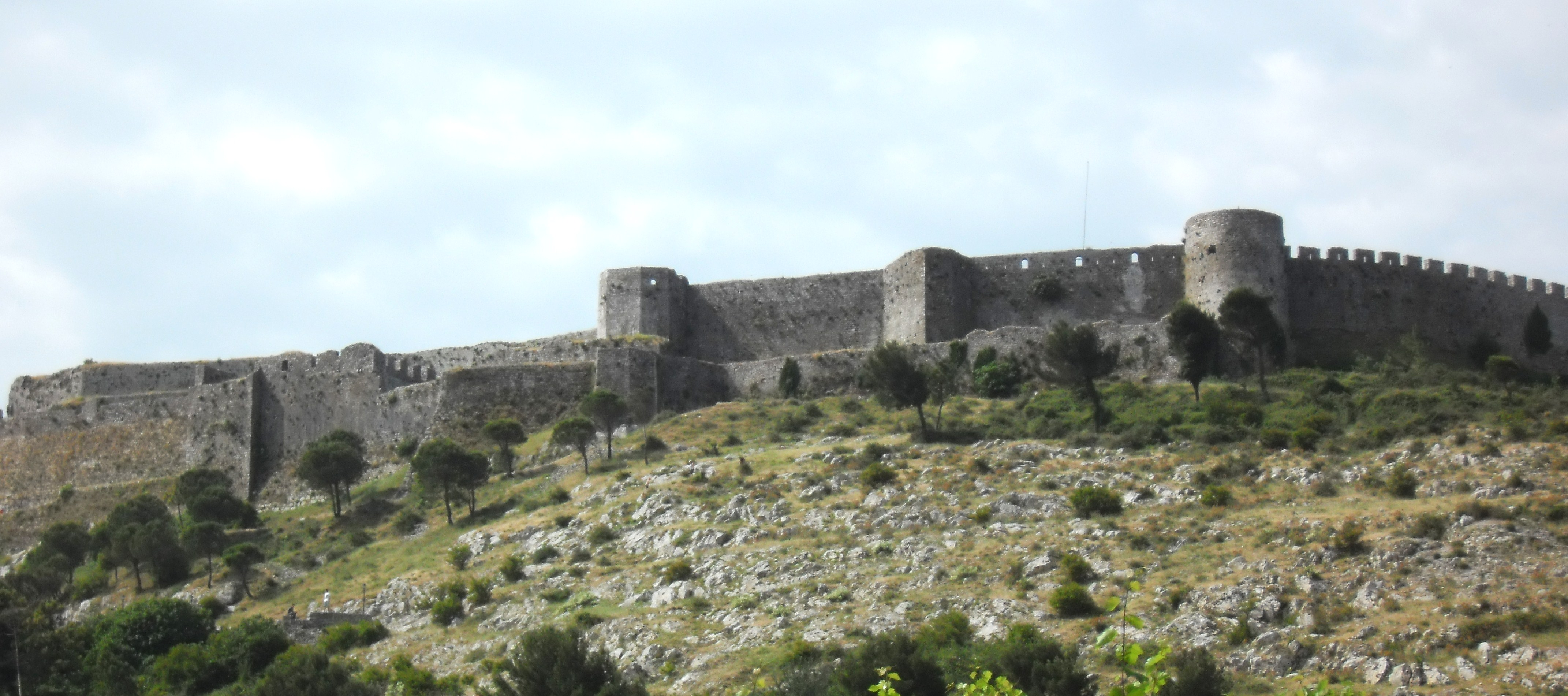
ロザファ城壁